# Андрей Стоянов (зоолог)
Вижте пояснителната страница за други личности с името Андрей Стоянов.
Андрей Стоянов е български зоолог, херпетолог.

## Биография
Роден е на 12 януари 1958 г. През 1986 г. завършва Биологическия факултет на Софийския университет. Работи в Националния природонаучен музей в София и в Института по биоразнообразие и екосистемни изследвания при Българска академия на науките. Научните му дейности са в областта на екологията, поведението, зоогеографията и соматометрията на земноводните и влечугите в България и на Балканския полуостров. Има голям принос в обогатяване на колекциите на Националния природонаучен музей.
Загива в автомобилна катастрофа на 22 юни 2016 г. на автомагистралата Александруполи – Черномен по време на пътуване с научна цел заедно с Николай Цанков и Добрин Добрев.